# 有明東インターチェンジ
有明東インターチェンジ（ありあけひがしインターチェンジ）は、鹿児島県志布志市有明町伊崎田にある都城志布志道路（有明道路）のインターチェンジである。

## 接続する道路
- 鹿児島県道63号志布志福山線

## 沿革
- 2018年（平成30年）3月4日 : 有明北IC - 有明東IC間開通に伴い、供用開始[1]。
- 2021年（令和3年）2月27日 : 有明東IC - 志布志IC間開通[2][3]。

## 周辺
- 志布志市役所

## 隣
都城志布志道路（有明道路）
伊崎田IC - 有明東IC - 志布志IC